# 기년아람
《기년아람(紀年兒覽)》은 조선 후기의 학자인 이만운이 지은 역사서이다. 8권 5책.

## 성립
이만운은 일찍이 《중국동방기년아람(中國東方紀年兒覽)》이라는 책을 지어 놓고 아이들과 함께 읽었으나 사람들에게 보이지 않았다. 이후 당시 공조참판이던 김용겸의 소개로 이만운을 만난 이덕무가 그 책을 읽고 감탄하여 세상에 책을 선보이기를 간청하였다. 이에 이만운이 승낙하여 이덕무에게 교정 등을 부탁하였고, 1777년 완성되었다.

## 내용구성
권두에는 1778년에 작성된 이만운의 자서(自敍)와 1777년에 쓰인 이덕무의 찬(讚)이 실려 있다. 제1권부터 제4권까지의 3책은 중국의 역대 기년을 기록하였고, 제5권부터 제8권까지의 2책은 한국의 역대 기년을 다루었다.
- 제1권: 십기(十紀) ~ 진기(秦紀)
- 제2권: 한기(漢紀) ~ 수기(隋紀)
- 제3권: 당기(唐紀) ~ 청기(淸紀)
- 제4권: 역대국도지계(歷代國都地界)
- 제5권: 단군조선 ~ 고려
- 제6권: 동국역대지계(東國歷代地界)
- 제7권: 선원세보(璿源世譜)
- 제8권: 본국지계(本國地界)

## 참고 문헌
- 고석규, 〈《기년아람》에 나타난 이만운의 역사인식〉, 《한국문화》 제8집, 1987년 12월